# Alpage
Pour les articles homonymes, voir Alpage (homonymie).
Ne doit pas être confondu avec Estive.

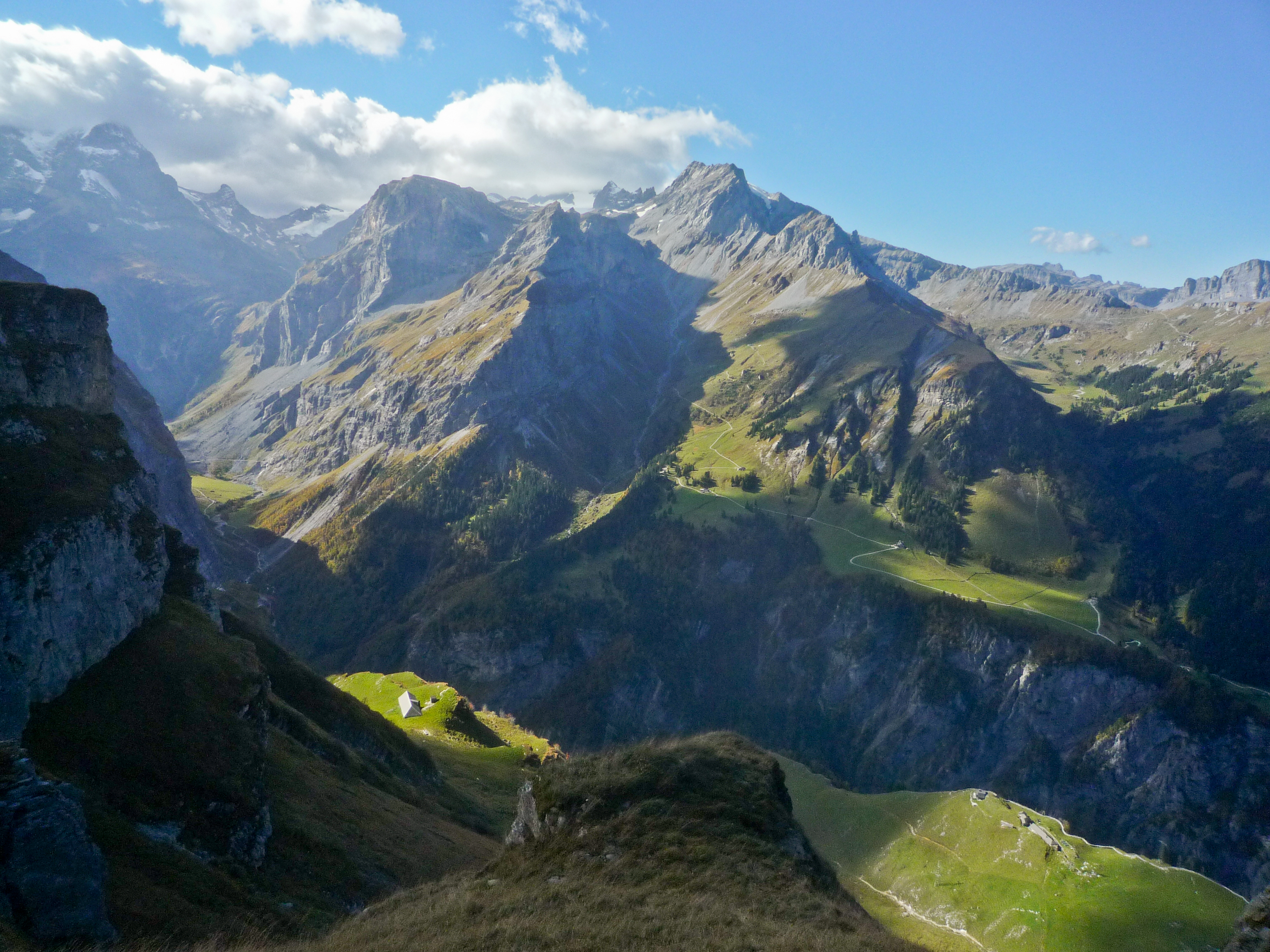
Alpages autour de la vallée de Linthal, en Suisse.

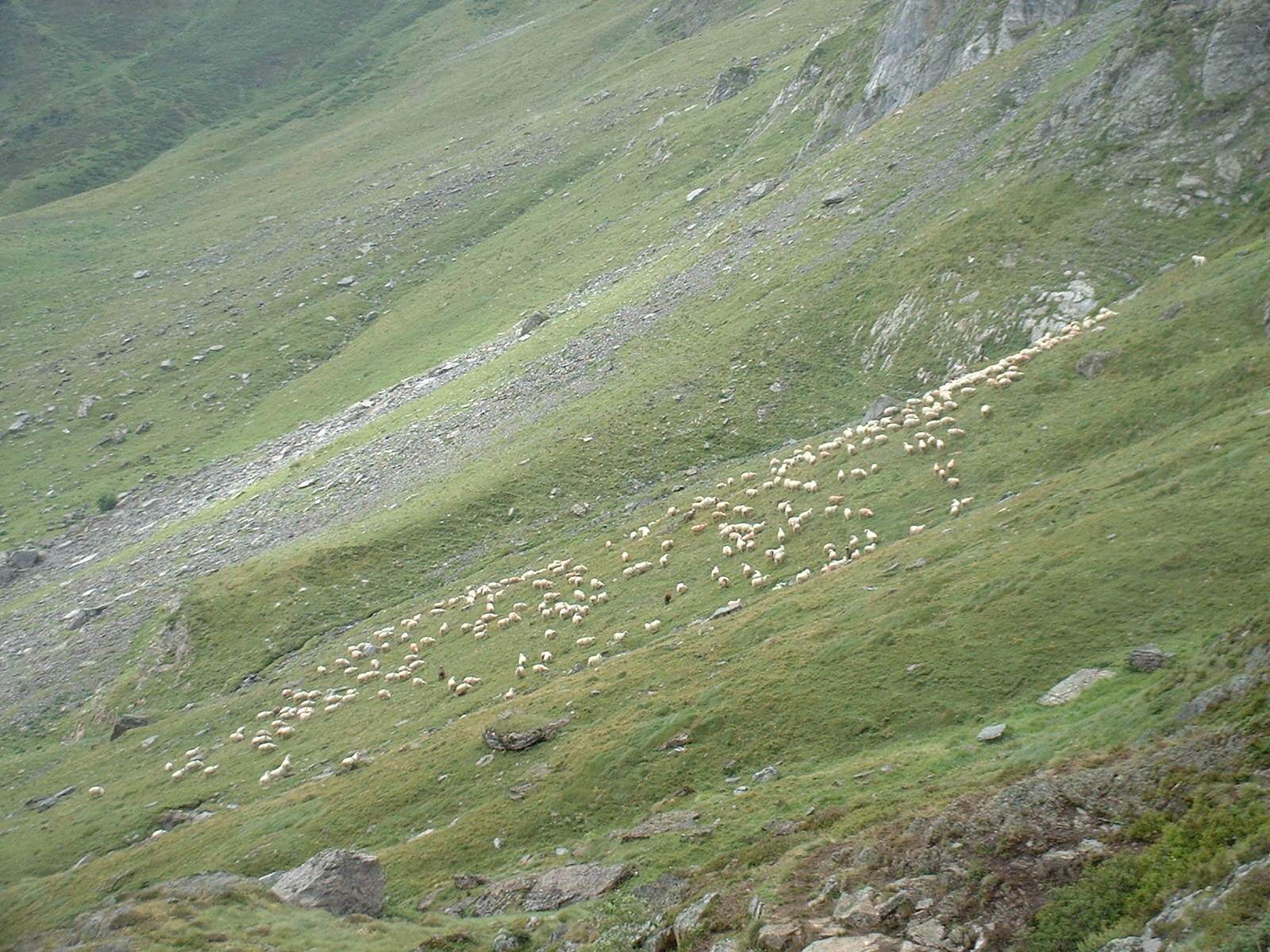
Moutons dans le parc national des Pyrénées.

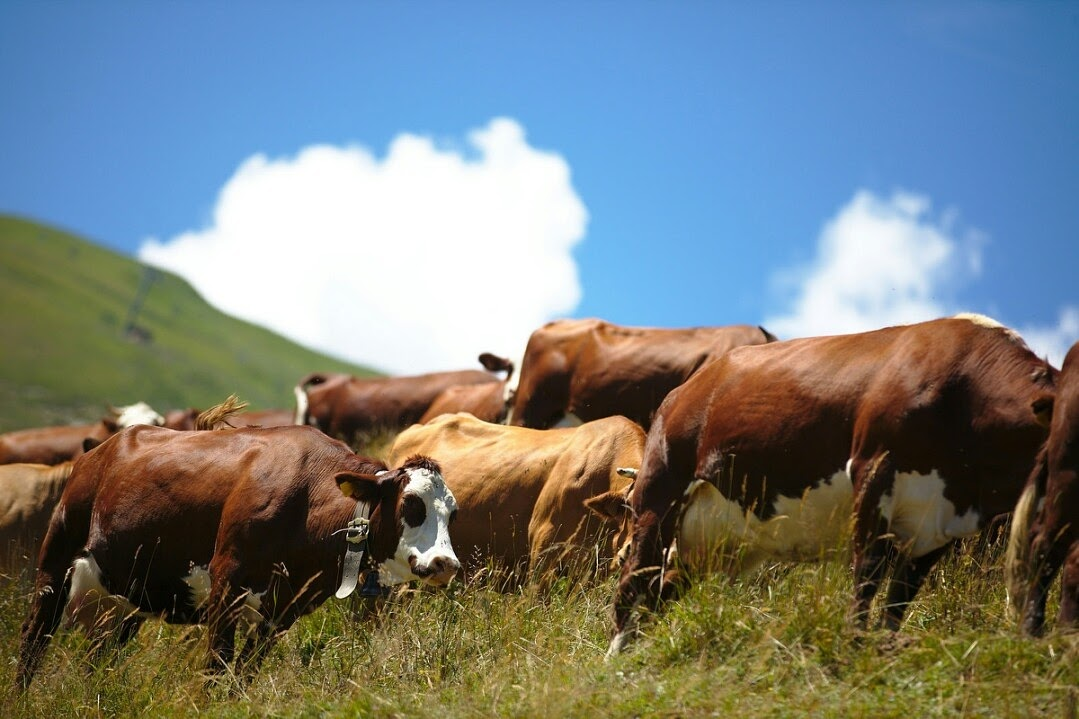
Un alpage sur les hauteurs de Fontcouverte à La Toussuire.

Un alpage ou une alpe est un pâturage de montagne où les troupeaux de bovins, d'ovins ou de caprins sont amenés essentiellement en estive afin de profiter d'une herbe fraîche et abondante. Le terme d'alpage est parfois employé pour désigner l'estive, période de l'année où les troupeaux sont présents dans les alpages, et il est parfois confondu avec l'étage alpin dans les Alpes.
Les alpages font partie des paysages typiques des moyennes montagnes, notamment en Europe, par exemple dans les Alpes, les Pyrénées, le Massif central, les Sudètes ou encore les Carpates mais aussi dans le Caucase, l'Elbrouz, les Alpes du Sud en Nouvelle-Zélande ou encore les Alpes australiennes. En Europe, ils sont représentatifs d'un mode de vie rural qui alterne période estivale en altitude et période hivernale plus bas dans les vallées avec un cortège de traditions comme la transhumance, la descente des alpages, les poyas, etc. et qui ont marqué l'architecture avec les chalets ou encore la gastronomie avec notamment la fabrication de fromages. Cet imaginaire, parfois idéalisé, et ces traditions ont inspiré de nombreuses œuvres en littérature (Heidi, Le Génie des alpages, etc.), au cinéma, etc.

## Toponymie

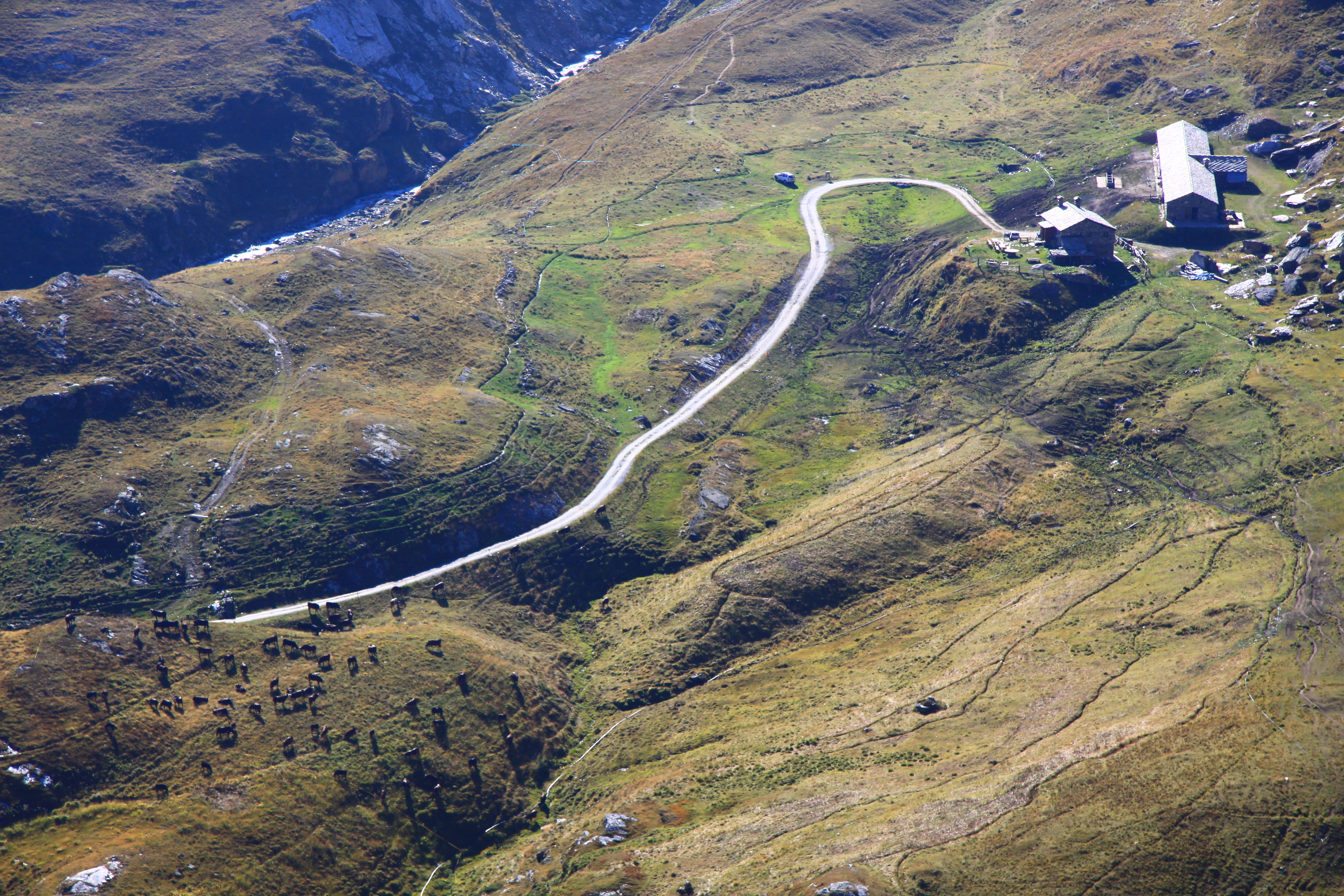
Alpage en Vallée d'Aoste.

Le terme « alpe » se retrouve dans le nom des stations de l’Alpe d'Huez, des Deux Alpes et de l’Alpe du Grand Serre, dans le nom de la commune des Deux Alpes et des localités de la Grand'Alpe (dans le haut Valgrisenche) et de l'Alpe-de-la-Las (dans la commune de Lillianes), ainsi que dans le titre de la revue L'Alpe, consacrée à la montagne.
La forme « arpe » et ses diminutifs « arpette » et « arpettaz » se rencontrent dans des toponymes savoyards et valdôtains : le col de l'Arpettaz (1 581 m), la crête de l'Arpetaz-de-Thuy (1 253 m) à La Balme-de-Thuy ou encore l'arête et les rochers de l'Arpette, les pointes de l'Arpette (2 969 m), l'Arpe à Valpelline, la localité Arpeyssaou et le col du même nom (dans le haut Valpelline et à Oyace respectivement), le mont Arpettaz à Bionaz (3 235 m), l'Arpet à Brusson, les Arpes-vieilles à Sarre, les localités Alpetta (à Gressan), Alpettaz (à Valgrisenche) et Arpettaz (à Saint-Rhémy-en-Bosses, Pré-Saint-Didier, Rhêmes-Saint-Georges), Arpettes (à La Thuile), l'Alpe Baravex (à Allein - 1 917 m) et l'Arpettaz-Ferrod à Arvier. Un autre diminutif présent en Vallée d'Aoste notamment à Ayas et à Torgnon, est « arpeille » ou « arpeillaz ».
La forme « aulp » est présente dans les toponymes savoyards : le col de l'Aulp (1 424 m) à Montmin, la tête de l'Aulp (2 129 m) en dessus d'Ugine, la vallée d'Aulps, etc. Parfois avec un pluriel : abbaye Notre-Dame d'Aulps.
En titsch, dialecte walser de la haute vallée du Lys, la racine alp a donné lieu au toponyme alpeté, comme pour la localité de Gwollalpeté à Gressoney-La-Trinité.
Dans les Pyrénées ou dans le Massif central, on parle d'estive.

## Usages

Le départ du troupeau pour l'alpage. Gustave Roux.

### Été
En haute Tarentaise, haute Maurienne et en Vallée d'Aoste, on distingue l'alpage d'été appelé « montagne » (2 000 à 2 500 m d'altitude) de celui situé en dessous (1 500 à 1 900 m) et appelé « montagnette ». Pendant l'été, l'herbe des montagnettes sert à constituer une partie de la réserve de fourrage nécessaire à l'alimentation du cheptel enfermé à l'étable l'hiver. Ce fourrage restait autrefois stocké en altitude dans les chalets (fenils) pour être descendu à la luge en hiver. En Tarentaise, cette pratique de la transhumance s'appelle la remue.
Le lait obtenu dans les alpages et montagnes sert essentiellement à la production de fromages comme le beaufort, le reblochon, le cantal, le laguiole, le salers, la fontine, suivant les régions.

### Hiver
Depuis le XXe siècle, les alpages situés sur les dévers sont exploités en hiver comme champs de neige par les stations de sports d'hiver. En été, ils redeviennent des pâturages pour les bêtes.

## Traditions liées à l'alpage
- Allemagne / Autriche / Suisse alémanique : voir almabtrieb
- Armailli, vacher des Alpes fribourgeoises et vaudoises
- Combat de reines dans le canton du Valais, en Vallée d'Aoste et en Haute-Savoie[3]
- Poya
- Transhumance